# Brevipalpus rubus
Brevipalpus rubus är en spindeldjursart som beskrevs av Baker och James P. Tuttle 1987. Brevipalpus rubus ingår i släktet Brevipalpus och familjen Tenuipalpidae. Inga underarter finns listade.